# 苹果叶荚蒾
苹果叶荚蒾（学名：Viburnum corymbiflorum sp. malifolium）为忍冬科荚蒾属下的一个亚种。